# Siderurgia

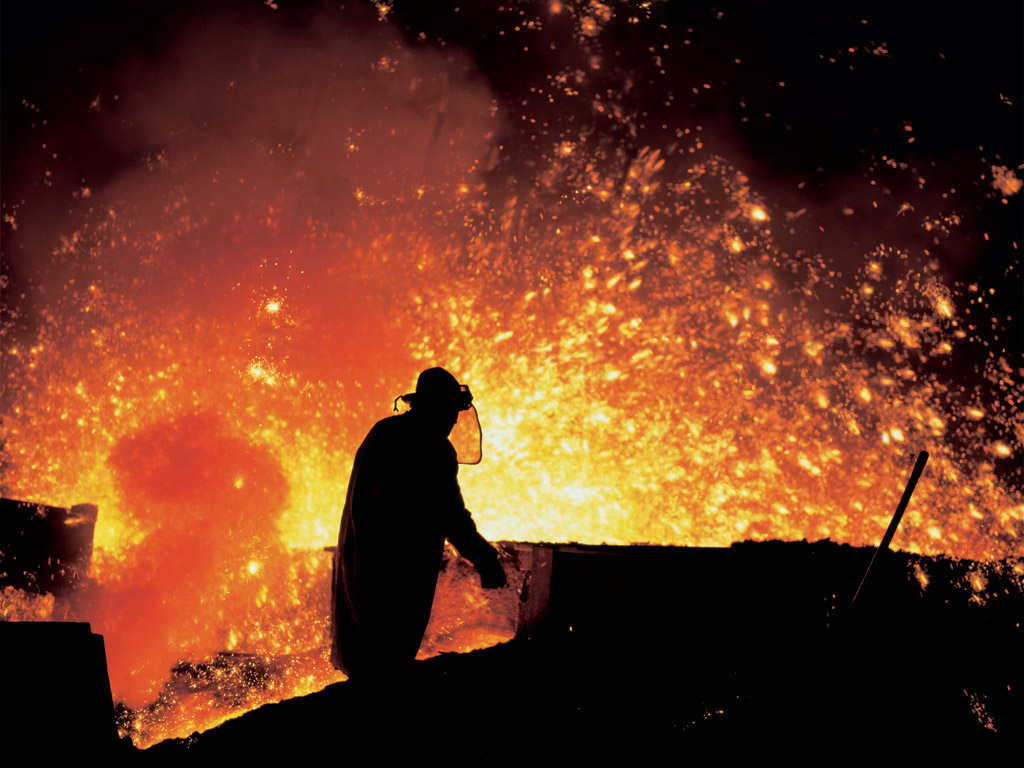
Un trabajador en unos altos hornos de hierro y acero

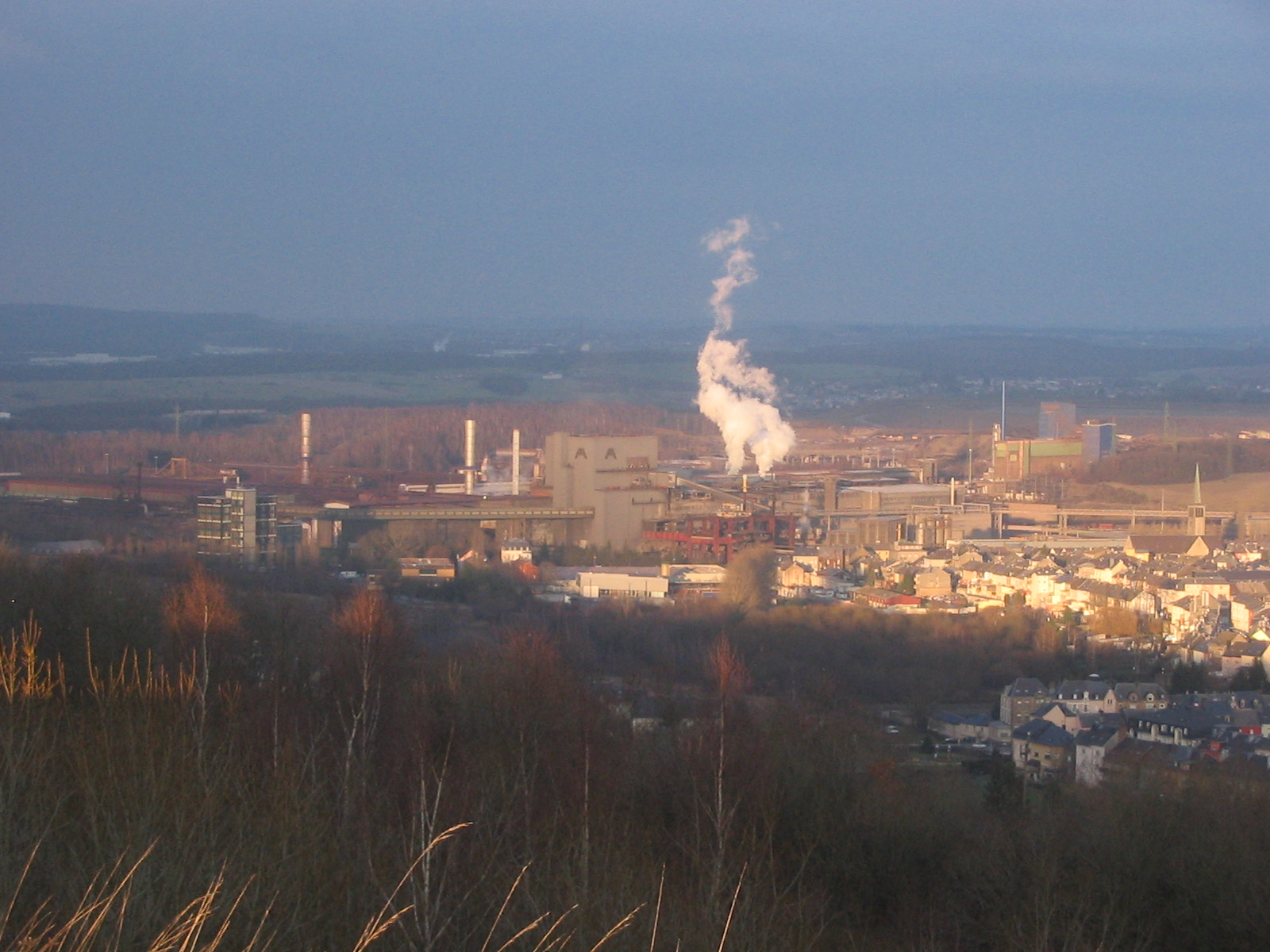
Planta siderúrgica en Luxemburgo.

La siderurgia (del griego σίδερος, síderos, "hierro") o siderometalurgia es la técnica del tratamiento del mineral de hierro para obtener diferentes tipos de este o de sus aleaciones tales como el acero. El proceso de transformación del mineral de hierro comienza desde su extracción en las minas. El hierro se encuentra presente en la naturaleza en forma de óxidos, hidróxidos, carbonatos, silicatos y sulfuros. Los más utilizados por la siderurgia son los óxidos, hidróxidos y carbonatos. Los procesos básicos de transformación son los siguientes:
- Óxidos → hematita (Fe2O3) y la magnetita (Fe3O4)
- Hidróxidos → Limonita
- Carbonatos → Siderita o carbonato de hierro (FeCO3)

Estos minerales se encuentran combinados en rocas, las cuales contienen elementos indeseados denominados gangas. Parte de la ganga puede ser separada del mineral de hierro antes de su envío a la siderurgia, existiendo principalmente dos métodos de separación:
- Imantación: consiste en hacer pasar las rocas por un cilindro imantado de modo que aquellas que contengan mineral de hierro se adhieran al cilindro y caigan separadas de las otras rocas, que precipitan en un sector aparte. El inconveniente de este proceso reside en que la mayoría de las reservas de minerales de hierro se encuentra en forma de hematita, la cual no es magnética.
- Separación por densidad: se sumergen todas las rocas en agua, la cual tiene una densidad intermedia entre la ganga y el mineral de hierro. El inconveniente de este método es que el mineral se humedece, lo que resulta perjudicial en el proceso siderúrgico.

Una vez realizada la separación, el mineral de hierro es llevado a la planta siderúrgica donde será procesado para convertirlo primeramente en arrabio y posteriormente en acero.

## Siderurgias integrales y acerías
Se denomina siderurgia o siderurgia integral a una planta industrial  mientras que se denomina acería a  industrial dedicada exclusivamente a la producción y elaboración de acero partiendo de otro acero o de hierro.

## Proceso de producción
El acero es una aleación de hierro y carbono. Se produce en un proceso de dos fases. Primero el mineral de hierro es reducido o fundido con coque y piedra pómez, produciendo hierro fundido que es moldeado como arrabio o conducido a la siguiente fase como hierro fundido. La segunda fase, la de aceración, tiene por objetivo reducir el alto contenido de carbono introducido al fundir el mineral y eliminar las impurezas tales como azufre y fósforo, al mismo tiempo que algunos elementos como manganeso, cromo, níquel, hierro o vanadio son añadidos en forma de ferro-aleaciones para producir el tipo de acero demandado.
En las instalaciones de colada y laminación se convierte el acero bruto fundido en lingotes o en desbastes cuadrados (blooms, palanquillas) o planos (slabs) y posteriormente en perfiles o chapas, laminadas en caliente.

## Procesos en plantas integrales
Una planta integral tiene todas las instalaciones necesarias para la producción de acero en diferentes formatos.
- Hornos de coque: obtener del carbón coque y gas.
- Hornos altos: convertir el mineral en hierro fundido
- Acería: conversión del hierro fundido o el arrabio en acero
- Moldeado: producir grandes lingotes (grandes piezas de fundición de acero)
- Trenes de laminación desbastadores: reducir el tamaño de los lingotes
- Trenes de laminación de acabado: estructuras y chapas en caliente
- Trenes de laminación en frío: chapas y flejes

Las materias primas para una planta integral son mineral de hierro, caliza y coque. Estos materiales son cargados en capas sucesivas y continuas en un horno alto donde la combustión del carbón ayudada por soplado de aire y la presencia de caliza funde el hierro contenido en el mineral, que se transforma en hierro líquido con un alto contenido en carbono. 

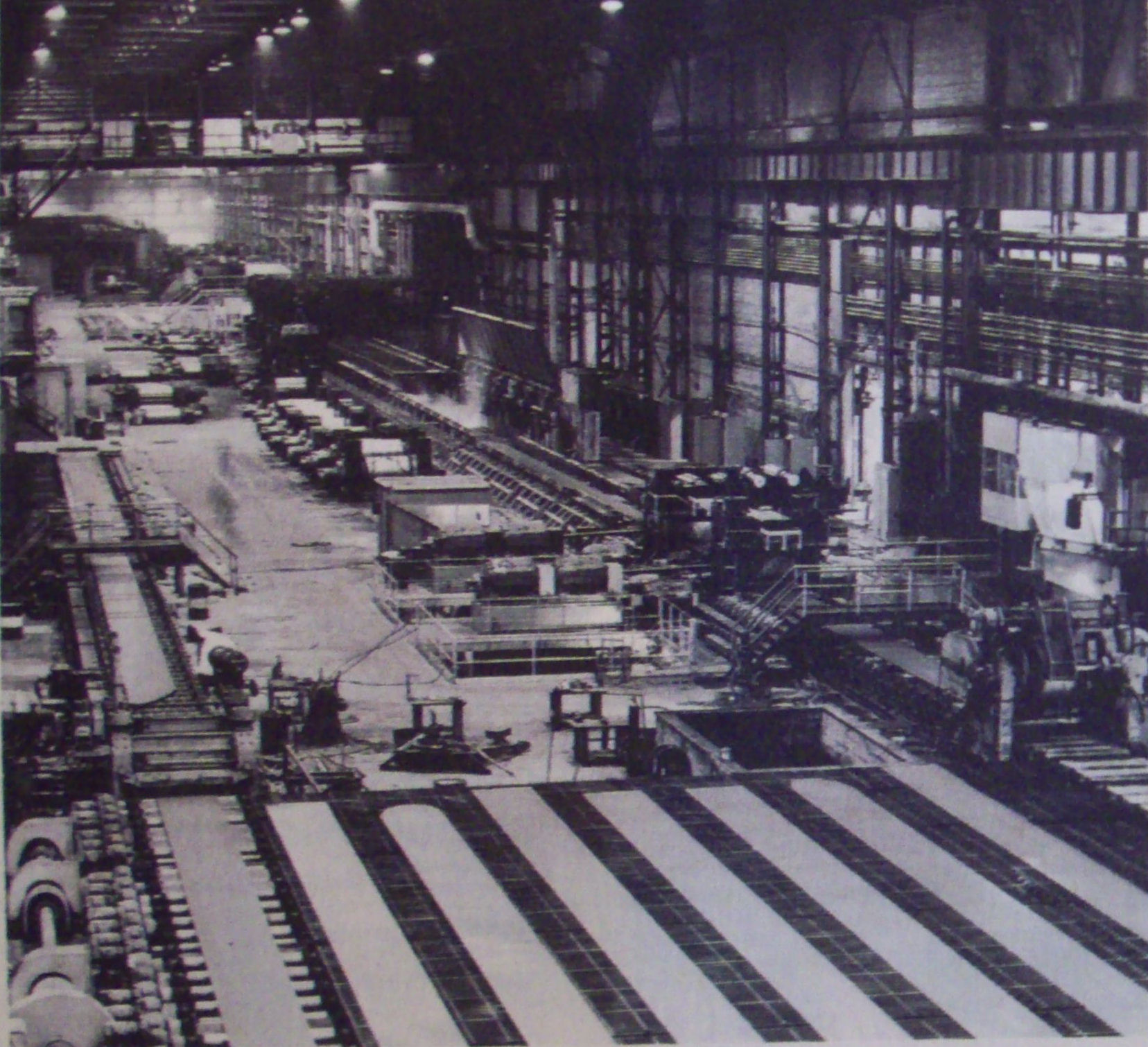
Foto del complejo siderúrgico SOMISA, en Argentina.

A intervalos, el hierro líquido acumulado en el alto horno es transformado en lingotes de arrabio o llevado líquido directamente en contenedores refractarios a las acerías. Históricamente el proceso desarrollado por Henry Bessemer ha sido la estrella en la producción económica de acero, pero actualmente ha sido superado en eficacia por los procesos con soplado de oxígeno, especialmente los procesos conocidos como Acerías LD.
El acero fundido puede seguir dos caminos: la colada continua o la colada clásica. En la colada continua el acero fundido es colado en grandes bloques de acero conocidos como tochos. Durante el proceso de colada continua puede mejorarse la calidad del acero mediante adiciones como, por ejemplo, aluminio, para que las impurezas “floten” y salgan al final de la colada pudiéndose cortar el final del último lingote que contiene las impurezas.
La colada clásica pasa por una fase intermedia que vierte el acero líquido en lingoteras cuadradas o rectangulares (petacas) según sea el acero se destine a producir perfiles o chapas. Estos lingotes deben ser recalentados en hornos antes de ser laminados en trenes desbastadores para obtener bloques cuadrados (bloms) para laminar perfiles o planos rectangulares (slabs) para laminar chapas planas o en bobinas pesadas.
Debido al coste de la energía y a los esfuerzos estructurales asociados con el calentamiento y coladas de un alto horno, estas instalaciones primarias deben operar en campañas de producción continua de varios años de duración. Incluso durante periodos de caída de la demanda de acero no es posible dejar que un alto horno se enfríe, aun cuando son posibles ciertos ajustes de la producción.
Las plantas siderúrgicas integrales son rentables con una capacidad de producción superior a los 2.000.000 de toneladas anuales y sus productos finales son, generalmente, grandes secciones estructurales, chapa pesada, redondos pesados, rieles de ferrocarril y, en algunos casos, palanquillas y tubería pesada.
Un grave inconveniente ambiental asociado a las plantas siderúrgicas integrales es la contaminación producida por sus hornos de coque, producto esencial para la reducción del mineral de hierro en el alto horno.
Por otra parte, con el fin de reducir costes de producción las plantas integrales pueden tener instalaciones complementarias características de las acerías especializadas: hornos eléctricos, coladas continuas, trenes de laminación comerciales o laminación en frío.
La capacidad mundial de producción de acero en plantas integrales está cerca de la demanda global, así la competencia entre productores hace que solo sean viables los más eficaces. Sin embargo, debido al alto nivel de empleo de estas instalaciones, los gobiernos a menudo las ayudan económicamente antes de correr el riesgo de enfrentarse a una situación de desempleo masivo. Estas medidas llevan, a escala internacional, a acusaciones de prácticas comerciales incorrectas (dumping) y a conflictos entre países.

## Procesos en acerías especializadas

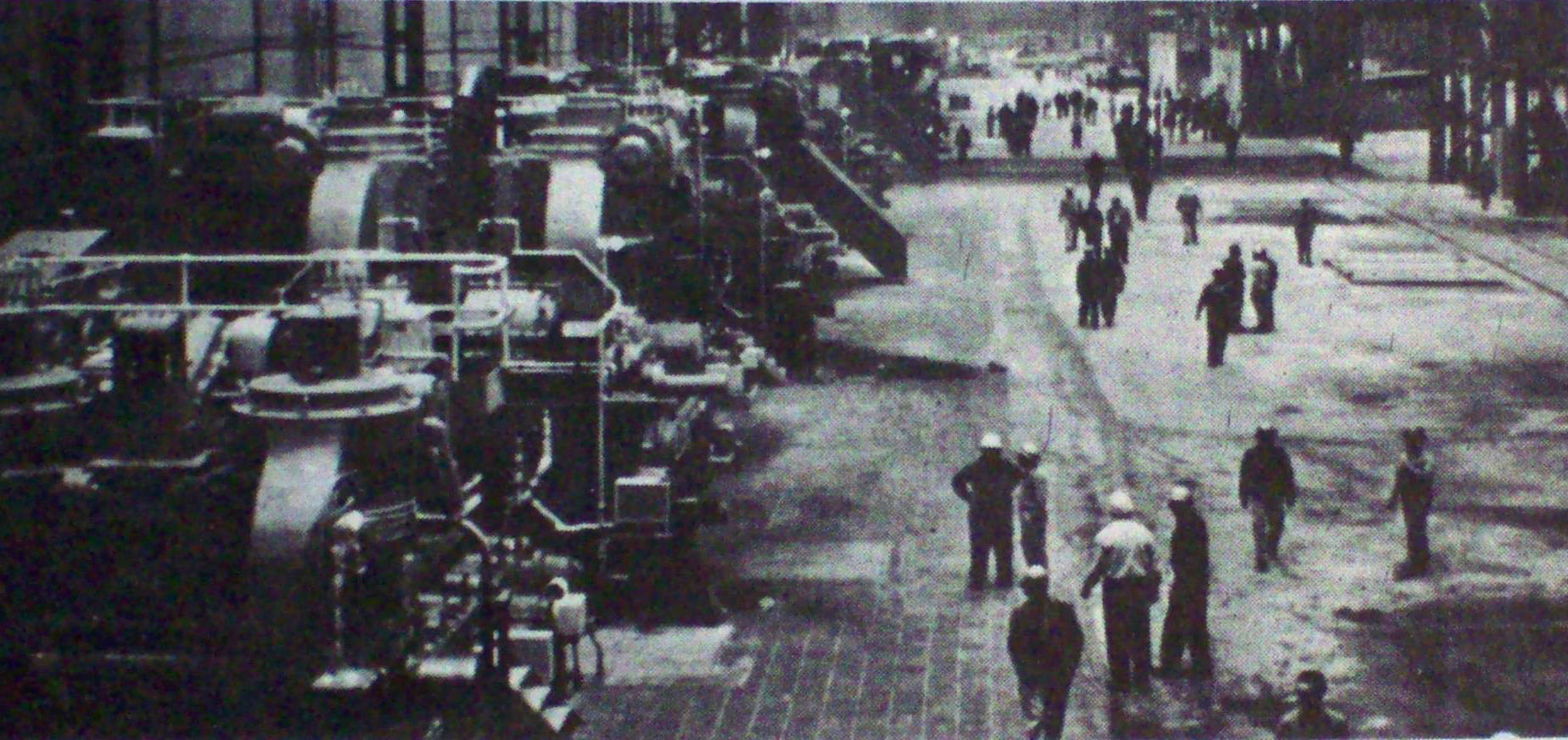
Foto de un laminador de chapas en caliente.

Estas plantas son productoras secundarias de aceros comerciales o plantas de producción de aceros especiales. Generalmente obtienen el hierro del proceso de chatarra de acero, especialmente de automóviles, y de subproductos como sinterizados o pellets de hierro (DRI). Estos últimos son de mayor coste y menor rentabilidad que la chatarra de acero por lo que su empleo se trata siempre de reducir a cuando sea estrictamente necesario para lograr el tipo de producto a conseguir por razones técnicas. Una acería especializada debe tener un horno eléctrico y “cucharas” u hornos al vacío (convertidores) para controlar la composición química del acero. El acero líquido pasa a lingoteras ligeras o a coladas continuas para dar forma sólida al acero fundido. También son necesarios hornos para recalentar los lingotes y poder laminarlos.
Originalmente estas acerías fueron adoptadas para la producción de grandes piezas fundidas (cigüeñas, grandes ejes, cilindros de motores náuticos, etc.) que posteriormente se mecanizan, y para productos laminados estructurales ligeros, tales como hierros redondos de hormigonar, vigas, angulares, tubería, rieles ligeros, etc. A partir de los años 1980 el éxito en el moldeado directo de barras en colada continua ha hecho productiva esta modalidad. Actualmente estas plantas tienden a reducir su tamaño y especializarse. Con frecuencia, con el fin de tener ventajas en los menores costes laborales, se empiezan a construir acerías especializadas en áreas que no tienen otras plantas de proceso de aceros, orientándose a la fabricación de piezas para transportes, construcción, estructuras metálicas, maquinaria, etc. 
Las capacidades de estas plantas pueden alcanzar alrededor del millón de toneladas anuales, siendo sus dimensiones más corrientes en aceros comerciales o de bajas aleaciones del rango 200.000 a 400.000 toneladas anuales. Las plantas más antiguas y las de producción de aceros con aleaciones especiales para herramientas y similares pueden tener capacidades del orden de 50.000 toneladas anuales o menores. 
Dadas sus características técnicas, los hornos eléctricos pueden arrancarse o parar con cierta facilidad lo que les permite trabajar 24 horas al día con alta demanda o cortar la producción cuando la demanda cae.

### Laminadoras
Las laminadoras son las máquinas encargadas de laminar, es decir, de aplanar el acero surgido del proceso de metalurgia y fundición para crear materia prima de acero en forma de planchas o láminas, que pueden ser estampadas, troqueladas y/o enchapadas para obtener productos secundarios del acero como automóviles o autopartes, ferrajes y otros.
Estas solo comprenden las siguientes clases de máquinas para el proceso: trenes de laminación, tren de alambrón, de perfiles comerciales o chapa fría. 
Para satisfacer las necesidades del proceso, esta clase de acero usado en este proceso contiene un bajo porcentaje de carbono, para darle mayor maleabilidad.